# Rhododendron purdomii
Rhododendron purdomii är en ljungväxtart som beskrevs av Alfred Rehder och E.H. Wilson. Rhododendron purdomii ingår i släktet rododendron, och familjen ljungväxter. Utöver nominatformen finns också underarten R. p. villosum.